# ییل (ویرجینیا)
ییل (به انگلیسی: Yale) یک منطقهٔ مسکونی در ایالات متحده آمریکا است که در شهرستان ساسکس، ویرجینیا واقع شده‌است. ییل ۳۲٫۹۲ متر بالاتر از سطح دریا واقع شده‌است.